# Alan Rouse
Pour les articles homonymes, voir Rouse.
Pas d'image ? Cliquez ici
Alan Rouse, né le 19 décembre 1951 à Wallasey (Ouest de l'Angleterre) et mort le 10 août 1986 sur le K2 (frontière sino-pakistanaise), est un alpiniste et himalayiste britannique.

## Biographie
Alan Paul Rouse est né à Wallasey. Il débute l'escalade à l'âge de 15 ans. Il étudie à l'Emmanuel College à Cambridge jusqu'en 1973. Ses premières ascensions sont en Galles du Nord. Il devient alpiniste professionnel et guide. Il s'installe à Sheffield et s’entraîne en Écosse, il voyage en Patagonie, au Pérou, dans les Alpes, dans la cordillère des Andes, en Nouvelle-Zélande et au Népal.
En 1978, Rouse accompagné de Rab Carrington, Brian Hall et Roger Baxter Jones répètent la voie française de 1962 au Jannu, en style alpin,.
En 1979, Rouse effectue la première ascension de la face nord du Nuptse, en style alpin, accompagné de Doug Scott, Brian Hall et Georges Bettembourg.
En 1981, il mène une expédition britannique pour tenter l'ascension du mont Everest par l'arête ouest sans utiliser ni oxygène ni Sherpas mais l'expédition n'est pas couronnée de succès. En été 1981, il gravit le Kongur Tagh avec Joe Tasker et Peter Boardman. 
En 1983, il effectue sa première tentative sur le K2 par une nouvelle voie empruntant l'arête sud avec une équipe internationale. En juin 1983, Rouse, accompagné de Jean Affanassief, Roger Baxter Jones et Andy Parkin effectuent l’ascension du Broad Peak, en style alpin, par la voie originale.

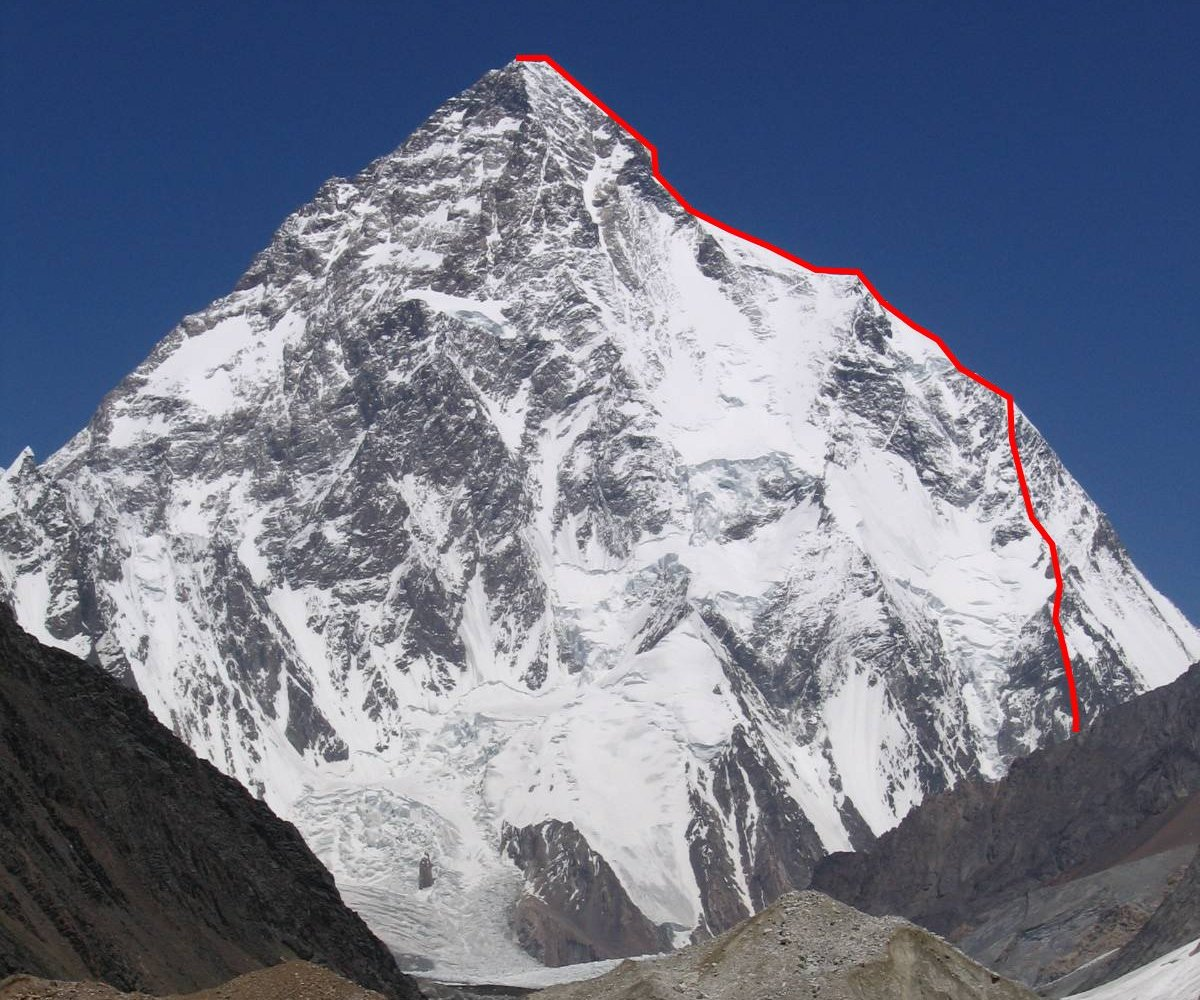
Voie de l'éperon des Abruzzes sur le K2.

En 1986, Rouse revient au K2 en tant que chef d'une expédition britannique et obtient un permis pour escalader l'arête Nord-Ouest. Après avoir fait plusieurs tentatives pour établir des camps intermédiaires, les membres de l'équipe britannique, mis à part Rouse et son compagnon d'expédition Jim Curran, rejoignent d'autres expéditions sur la voie classique de l'éperon des Abruzzes. Lui et six grimpeurs de l'expédition décident, sans permis, de se joindre aux autres expéditions sur l'itinéraire conventionnel. Il y avait quatre Autrichiens, Alfred Imitzer, Hannes Wieser, Willi Bauer et Kurt Diemberger, une Polonaise, Dobrosława Miodowicz-Wolf et une Britannique, Julie Tullis.
Ils atteignent le camp IV à 8 157 mètres, le dernier camp avant le sommet. Pour des raisons qui restent floues, l'équipe s'interrompt et décide d'attendre une journée avant de tenter d'atteindre le sommet. Aucun des grimpeurs de l'éperon des Abruzzes n'a choisi de suivre l'équipe composée de trois alpinistes coréens qui s'étaient lancés dans une tentative le 3 août. Le 4 août, bien que le temps se dégrade, Rouse et Dobrosława Miodowicz-Wolf décident de partir gravir le sommet. Dobrosława s'arrête et lui continue.
Deux alpinistes autrichiens, Willi Bauer et Alfred Imitzer le rattrapent à une centaine de mètres sous le sommet, qu'ils  atteignent ensemble le 4 août 1986. En descendant ils trouvent Dobrosława endormie dans la neige et la persuadent de descendre. Puis ils rencontrent Kurt Diemberger et Julie Tullis, toujours en chemin et essayent de les persuader de descendre mais sans succès,.
Les grimpeurs atteignent le camp IV où Hannes Wieser les attend. Les sept ont attendu que la tempête s'apaise. Au lieu de cela, la tempête s'est aggravée avec beaucoup de neige, des vents de plus de 160 km/h et des températures inférieures à zéro. En l'absence de nourriture ou de gaz pour faire fondre la neige, ils se trouvent en danger de mort. Julie Tullis meurt dans la nuit du 6 au 7 août, vraisemblablement d'un œdème pulmonaire de haute altitude, une conséquence du manque d'oxygène et de la faible pression atmosphérique à des altitudes extrêmes. Les six autres grimpeurs restent au camp pendant les trois jours suivants, mais sont à peine conscients. Le 10 août, la neige s'arrête de tomber, mais la température baisse et le vent continue à souffler sans relâche. Les grimpeurs, bien que sévèrement affaiblis mais n'ayant d'autre choix, décident de descendre dans un camp inférieur.
Durant la descente, Rouse est épuisé et les autres grimpeurs, pour sauver leur vie, doivent le laisser agonisant. Sur les sept grimpeurs qui avaient initialement atteint le camp IV, les 4 et 5 août, seuls Kurt Diemberger et Willi Bauer atteignent le camp de base.
Rouse décède le 10 août 1986. Sa petite amie, Deborah Sweeney, donne naissance à leur fille, Holly, trois semaines plus tard.